# Tabula Affinitatum
 (juillet 2024).
Si vous disposez d'ouvrages ou d'articles de référence ou si vous connaissez des sites web de qualité traitant du thème abordé ici, merci de compléter l'article en donnant les références utiles à sa vérifiabilité et en les liant à la section « Notes et références ».

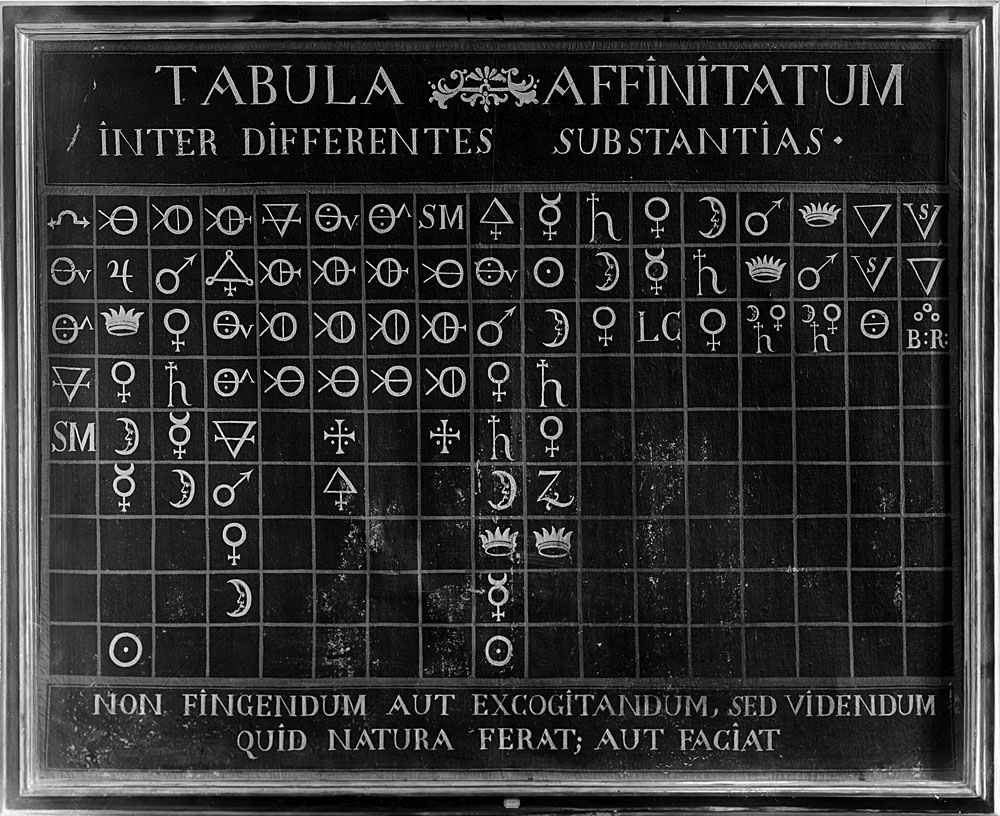
La la.

La Tabula Affinitatum est une table d'affinités en bois, conservée au musée Galilée de Florence.

## Description
La table illustre les affinités chimiques entre différentes substances. Commandée en 1766 par le pharmacien Franz Huber Hoefer pour l'apothicaire du grand-duché de Florence, elle devait servir à aider le préparateur de remèdes pharmaceutiques à identifier les réactifs susceptibles de se combiner. La table est modelée sur la Table des différents rapports observés en Chimie entre différentes substances (Paris 1718) d'Étienne-François Geoffroy, dont elle se différencie par l'ajout d'une dix-septième colonne.
XVIIIe siècle siècle. Le symbole de l'air n'apparaît pas sur la table ; cela indique qu'elle fut dessinée à une période pendant laquelle la fonction de l'air en tant que substance active, capable de se combiner avec des solides et des liquides, n'avait pas été pleinement établie.
Une table semblable se trouve aussi parmi les Planches de l'Encyclopédie de Diderot et d'Alembert.